# Левкоринія білолоба
Левкоринія білолоба або Білоноска білолоба (Leucorrhinia albifrons) — вид комах з родини Libellulidae.

## Морфологічні ознаки
Нижня губа посередині чорна, з боків біла. Самці: верхні анальні придатки, за винятком основи, білі, нижній придаток чорний. Самиці: анальні придатки білі. Тіло — 37–41, крила — 28–31 мм.

## Поширення
Вид має європейсько-сибірський ареал.
Раніше достовірно відомі були два пункти, де було виявлено особини цього виду в Україні: Волинська та Київська області. Нещодавно виявлений у Поліському заповіднику та в Криму (Севастополь, Стрілецька бухта).

## Особливості біології
Типовими місцезнаходженнями личинок виду є оліготрофні водойми переважно в соснових борах. Дорослі особини трапляються біля водойм, іноді на лісових галявинах, вирубках тощо. Вид належить до весняноранньолітнього фенокомплексу. Яйця самиці відкладають у борові й біляборові озера з чистою водою. Личинки тримаються неглибоко, в заростях трав.

## Охорона
Leucorrhinia albifrons охороняється в Європі і занесена до Додатку ІІ Бернської конвенції (охоронна категорія: вид підлягає особливій охороні).
Загрози: меліорація та осушення боліт, забруднення водойм, антропогенна евтрофікація. Заходи охорони: заповідання придатних для виду біотопів; запобігання потрапляння забруднювачів та надлишку біогенів у водойми, де розвиваються личинки.